# Lester Bird
Pour les articles homonymes, voir Bird.
 (août 2021).
Si vous disposez d'ouvrages ou d'articles de référence ou si vous connaissez des sites web de qualité traitant du thème abordé ici, merci de compléter l'article en donnant les références utiles à sa vérifiabilité et en les liant à la section « Notes et références ».
Sir Lester Bryant Bird, né le 21 février 1938 à New York et mort le 9 août 2021, est un homme d'État antiguais membre du Parti travailliste d'Antigua, Premier ministre d'Antigua-et-Barbuda de 1994 à 2004.

## Biographie
Sir Lester Bryant Bird est le fils de Sir Vere Bird, Premier ministre d'Antigua-et-Barbuda à plusieurs reprises et fondateur du Parti travailliste d'Antigua. Il est né à New York le 21 février 1938 et a suivi des études de droit aux États-Unis (à l'université du Michigan) et au Royaume-Uni (au Gray's Inn) avant de commencer une carrière d'avocat.
Lester Bird est médaillé de bronze du saut en hauteur aux Jeux panaméricains de 1959 à Chicago.
En 1971, il prend la tête du Parti travailliste d'Antigua à la suite de son père et entre au Sénat d'Antigua-et-Barbuda comme Leader of the Opposition (Chef de l'opposition). En 1976, il devient membre du Parlement à la Chambre des représentants d'Antigua-et-Barbuda. Il devient alors Premier ministre délégué (1976-1991), ministre du Développement économique, du Tourisme et de l'Énergie (1976-1991), ministre des Affaires étrangères (1981-1991) et ministre des Affaires extérieures, de la Planification et du Commerce (1991-1994) dans les gouvernements de son père.
Quand ce dernier démissionne en 1994, il devient Premier ministre d'Antigua-et-Barbuda et le reste jusqu'à la défaite du Parti travailliste d'Antigua en 2004.
Lors de cette élection, il perd son siège de représentant qu'il a depuis regagné lors des législatives de 2009. Réélu en 2014, il est nommé ministre d'État dans le cabinet de Gaston Browne.

## Publications
- (en) Antigua vision, Caribbean reality : perspectives of Prime Minister Lester Bryant Bird, Londres, Hansib, 2002, 324 p. (ISBN 1870518594).